# Llibreria Ona
La Llibreria Ona és una llibreria situada al carrer de Pau Claris, 94 de Barcelona, dirigida per Iolanda Batallé des de 2022.

## Història
Va ser fundada el 1962 per Josep Espar i Ticó, Jordi Úbeda i Bauló a les Galeries Faianç, i va ser dirigida per Ermengol Passola, persones compromeses en la recuperació cultural de la llengua i cultura catalanes. S'encarregaven de la venda al detall de la distribuidora L'Arc de Berà. Pel fet de vendre només llibres en català ha patit sovint atacs i insults verbals, i per aquesta raó, Quim Monzó li va dedicar el Premi Trajectòria que li van atorgar  el 2007.
A la fi de setembre del 2010 la llibreria tancà les seves instal·lacions històriques, a causa dels problemes econòmics de la distribuïdora L'Arc de Berà, que era propietària del local i havia anat perdent força quan importants fons d'editorials, com Proa i Enciclopèdia Catalana, es van integrar en el Grup62 l'any 2008. El 30 d'octubre del 2013 va reobrir com Ona Llibres, al carrer Gran de Gràcia. Tatxo Benet, soci majoritari de la llibreria, projectà amb la directora Montserrat Úbeda un establiment que connectés amb el que havia estat l'Ona del segle xx com a centre de promoció i difusió de la literatura i de la cultura en català. El 25 de mig del 2020 es va inaugurar un nou local de més de 1.000 m² al carrer de Pau Claris, 94, que funciona també com a centre cultural. El febrer de 2022, Iolanda Batallé esdevindria directora d'Ona.
Des del 2022 el seu canal de YouTube té una secció de recomanacions literària a càrrec de la Juliana Canet.

## Premis i reconeixements
El 1986 li fou atorgada la Creu de Sant Jordi, i el 2009 va rebre el Premi Nacional Joan Coromines, lliurat per la Coordinadora d'Associacions per la Llengua catalana (CAL).
El 2018, Ona Llibres de Gràcia, regentada per Montserrat Úbeda, va ser guardonada amb el Premi a un establiment o projecte comercial per ser un model de referència com a llibreria singular a Gràcia i promoure l'activitat cultural en l'edició dels XXIII Premis Vila de Gràcia. El 2019, Montserrat Úbeda va ser guardonada amb la Creu de Sant Jordi, en reconeixement de la tasca de difusió cultural que fa a través del llibre i de la lectura, i per la seva aposta decidida per preservar i difondre els valors de la literatura i de la llengua catalanes.